# Amtsgericht Bischofstein
Das Amtsgericht Bischofsstein war ein preußisches Amtsgericht mit Sitz in Bischofsstein, Ostpreußen.

## Geschichte
Das königlich preußische Amtsgericht Bischofsstein wurde mit Wirkung zum 1. Oktober 1879 als eines von 17 Amtsgerichten im Bezirk des Landgerichtes Bartenstein im Bezirk des Oberlandesgerichtes Königsberg gebildet. Der Sitz des Gerichtes war Bischofsstein. Sein Gerichtsbezirk umfasste aus dem Kreis Rößel der Stadtbezirk Bischofstein und die Amtsbezirke Glockstein, Klackendorf, Lautern, Santoppen und Sturmhügel. Am Gericht bestand 1888 eine Richterstelle. Das Amtsgericht war damit ein kleines Amtsgericht im Landgerichtsbezirk.
Im Jahre 1945 wurden der Amtsgerichtsbezirk unter polnische Verwaltung gestellt und die deutschen Einwohner vertrieben. Damit endete auch die Geschichte des Amtsgerichtes Bischofsstein.